# 摩亚马里亚叛亂
摩亚马里亚叛亂(1769年至1806年)，是18世紀信奉毗湿奴的阿萨姆邦原住民摩朗人遺民Moamara Sattra與阿豪姆王國之间的政治宗教衝突，時間長達37年。當時首都淪陷。1806年奪回首都，之後就是大屠殺，王國的一半人口中喪生，經濟被徹底摧毀。
這次叛亂後阿豪姆國王一直未能統治全国，東北部分幾乎半獨立。